# Don’t Change That Song
Don’t Change That Song (в переводе с англ. — «не сменяй эту песню») — песня американской слиз-рок-группы Faster Pussycat, открывающая их дебютный альбом 1987 года «Faster Pussycat», а также выпущенная в том же году в качестве сингла.
На песню был снят клип, представляющий собой выступление группы в голливудском клубе Cathouse, совладельцем которого являлся вокалист Тэйми Даун, на фоне кадров из фильма Расса Мейера Быстрее, киска! Мочи! Мочи!, в честь которого и назвалась группа. Клип был снят самим Мейером и стал его режиссёрским дебютом в области музыкальных клипов.
На обратную сторону сингла была помещена написанная Дауном песня «Cathouse», посвящённая одновременно борделям (которые на американском сленге так и называются) и клубу Cathouse.
В том же году вышел фильм Пенелопы Сфирис Чуваки, в котором прозвучала «Cathouse».
В 1988 году вышел документальный фильм о лос-анджелесской глэм-сцене 1986-88 годов The Decline of Western Civilization Part II: The Metal Years, снятый также Пенелопой Сфирис, в котором наряду с участниками Poison, Tuff и Aerosmith, было взято интервью у Faster Pussycat, а также группа исполнила песни «Cathouse» и «Bathroom Wall».
Концертная версия «Cathouse» стала бесплатным приложением к 257 выпуску британского журнала Kerrang!, вышедшему в сентябре 1989 года. Она была помещена на flexi-диск вместе с песней «Touch 'N' Go» другой американской группы Femme Fatale.
Несмотря на то, что на основной песней сингла была «Don’t Change That Song», наибольшую популярность получила «Cathouse», о чём говорит включение её в ремикс-альбом Between the Valley of the Ultra Pussy (2001), концертный альбом Front Row for the Donkey Show (2009) и сборник Greatest Hits: Faster Pussycat (2003), в то время как «Don’t Change That Song» попала лишь на сборник хитов.

## Участники записи
- Тэйми Даун — вокал
- Грег Стил — гитара, бэк-вокал
- Брет Маскат — гитара, бэк-вокал
- Эрик Стэйси — бас-гитара, бэк-вокал
- Марк Майклс — ударные
- Грег Дарлин — фортепиано, бэк-вокал на «Cathouse»[3]